# アルフレート・マイヤー
グスタフ・アルフレート・ユリウス・マイヤー（ドイツ語: Gustav Alfred Julius Meyer、1891年10月5日 - 1945年4月11日）は、ナチス・ドイツの政治家である。1942年のヴァンゼー会議に出席した人物として知られる。
1928年に国家社会主義ドイツ労働者党に入党し、1931年から1945年まで北ヴェストファーレン大管区指導者となり、1933年～1945年まではシャウムブルク＝リッペ州の国家代理官を務めた。独ソ戦が勃発すると、東部占領地域大臣（Reichsministerium für die besetzten Ostgebiete ： RMfdbO）の筆頭書記及び主席次官となった。

## 生涯
ゲッティンゲンのプロテスタント系の中産階級の家庭に生まれた。父親はプロイセン政府の建築担当官を務めていた。1911年、アルキギムナジウム（de）を卒業したマイヤーは軍へ所属し、1912年に少尉、1914年には大尉となった。第一次世界大戦が勃発すると、2度負傷し、二級鉄十字章、一級鉄十字章とを授与され、その後、戦傷章を受けた。1917年4月、彼はフランス軍の捕虜となり、1920年まで解放されなかった。
30歳になったマイヤーは、ローザンヌ、ボン、ヴュルツブルクの各大学で法律、政治学、経済学を学んだ。1922年、「ベルギー人民戦争」をテーマに政治学博士号を得た。その後、1923年から1930年までは、ゲルゼンキルヒェンのグラーフ・ビスマルク炭鉱（de）で法務課の炭鉱技師を務めた。1924年には、地元のフリーメーソンのロッジに加わっており、退役軍人協会である「キフホイザー・ブント（de）」にも所属し、支部長を務めていた。

### ナチ党員として
1928年4月1日にナチ党へ入党し、すぐにゲルゼンキルヒェンの地区指導者（Ortsgruppenleiter）となった。1929年～30年にはエムシャー・リッペ地区の党責任者になった。1929年11月、ゲルゼンキルヒェン市議会での選挙に当選し、市議会唯一のナチ党員となった。
1930年9月の国会選挙においてヴェストファーレン北部の選挙区から出馬し、国会議員に当選した。1932年12月31日に議員を辞任したが、1933年に復帰し、1945年まで議員であり続けた。
ヴェストファーレン大管区が南北に分割された後、マイヤーは1931年に北ヴェストファーレン大管区指導者となった。1933年5月16日からはリッペ自由州及びシャウムブルク＝リッペ州の国家代理官（Reichsstatthalter）となり、1936年には州政府の総督となった。また、1932年から1933年までプロイセン州の議員を務めた。1938年、マイヤーはヴェストファーレンの突撃隊に所属し、突撃隊大将に昇進した。
1941年4月、マイヤーは、東部占領地域担当大臣アルフレート・ローゼンベルクの代行となり、党幹部として出世することになった。1941年夏から1942年11月まで、政治、行政、経済の3部局の責任者となった。そのため彼は、占領地であるソ連領内の搾取と略奪や、ユダヤ人の国外追放、ホロコーストに関与することになる。

### ヴァンゼー会議

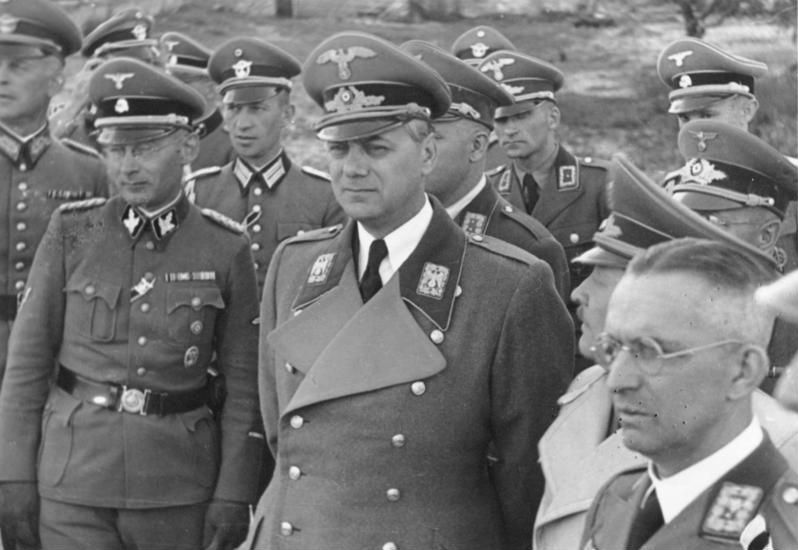
占領地のキエフを視察するローゼンベルク（中央）とマイヤー（右端）

1942年、マイヤーはヴァンゼー会議に出席するように命じられた。会議でユダヤ人の処置問題について問われたマイヤーは「特殊作業」のための労働力として扱わせるよう提案したが、その人口について考慮することはなかった。1942年7月16日付けの手紙の中で、彼は東部占領地の「混血ユダヤ人」達によってユダヤ人問題の解決をとらせるよう提案していた。
マイヤーは党、内務省、四カ年計画当局、外務省、親衛隊人種及び移住本部、国家保安本部およびSDの各部署にしばしば意見書を送っていたので、彼の伝記作家である歴史家のハインツ・ユルゲン・プリアムス（Heinz-Jürgen Priamus）によれば、「東部地域での占領政策において、ユダヤ人問題の概念が非常に広く伝播したのはマイヤーの権力志向のための「努力」によるもの」とされる。

### その後
1942年11月、マイヤーは占領地のノルウェーへ赴任したヨーゼフ・テアボーフェンに代わって第VI軍管区（Wehrkreis VI）の全国防衛委員長官に就任した。
1945年4月11日、マイヤーはヘッシシュ・オルデンドルフ近郊で死体として発見された。死因は不明であるが、恐らく敗戦を悟った上での自殺といわれている。